# Anh túc đỏ
Papaver rhoeas là một loài thực vật có hoa trong họ Anh túc, còn gọi là anh túc đỏ, anh túc cỏ, anh túc ngô, ngu mỹ nhân. Loài này được L. mô tả khoa học đầu tiên năm 1753.
Tại châu Âu, thời kỳ ra hoa là từ tháng 5 đến tháng 7. Hoa thường được thấy mọc hoang trên những cánh đồng sau mùa gặt cùng với hoa cúc La Mã và hoa thanh cúc.

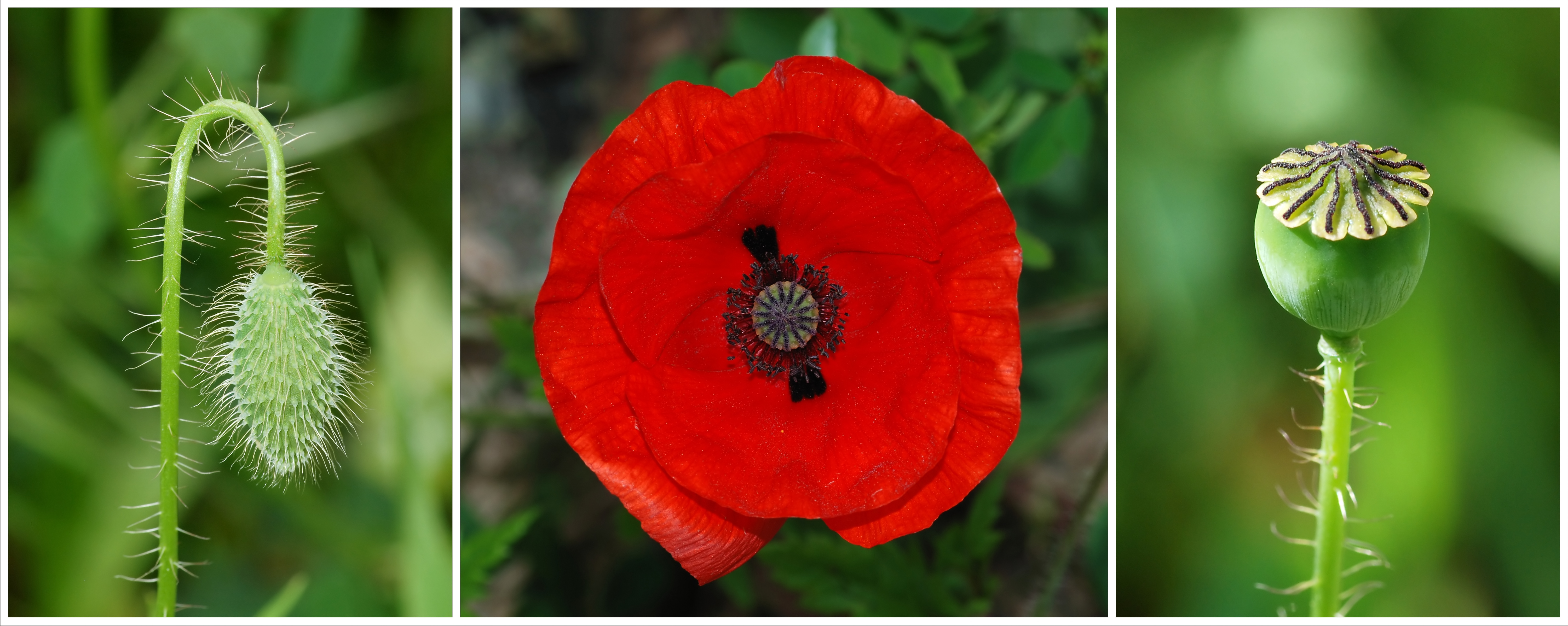
Ba giai đoạn của hoa anh túc đỏ: nụ, hoa và viên nang

## Biểu tượng

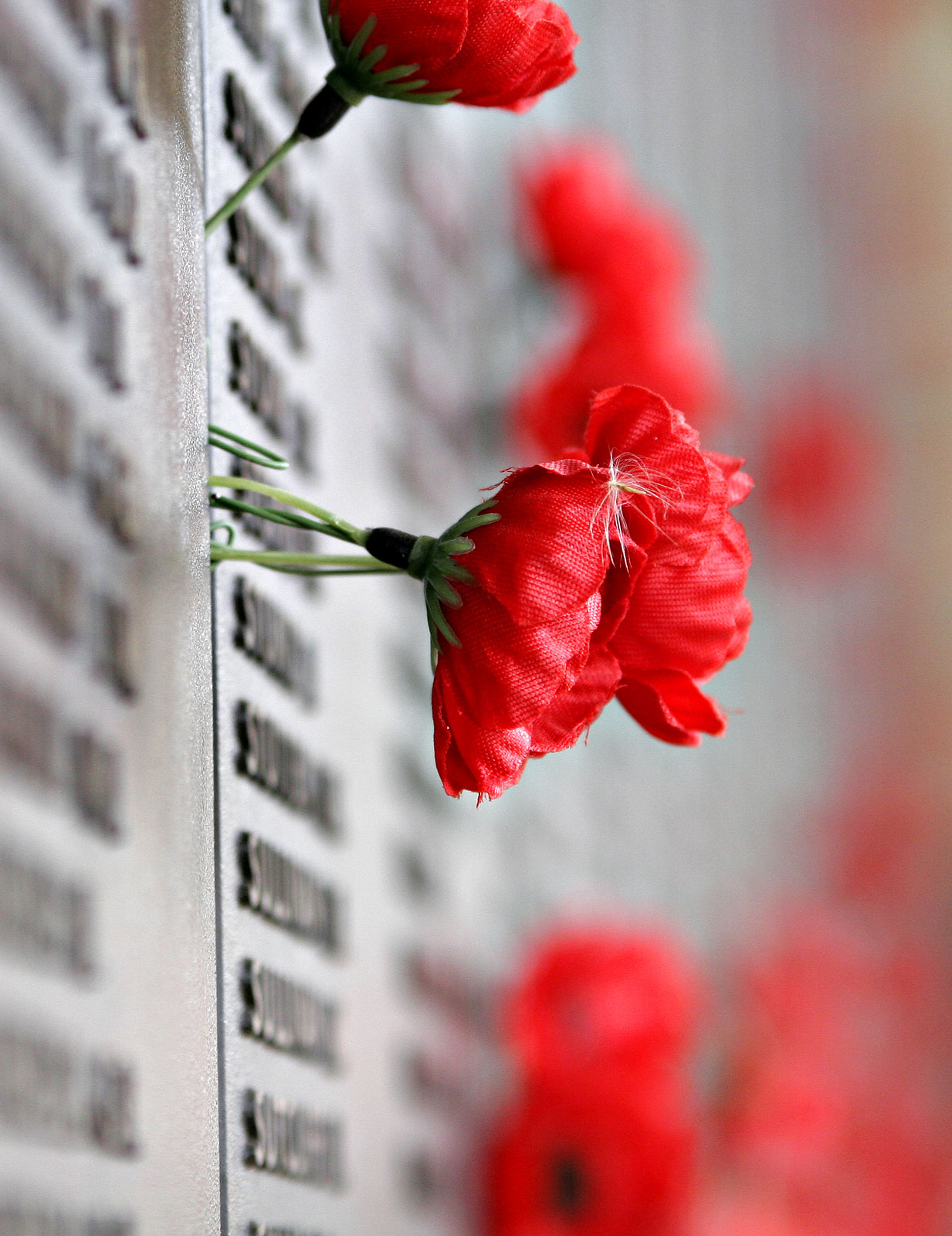
Hoa anh túc đỏ tưởng niệm tại Khu tưởng niệm chiến tranh ở Canberra, Úc

Ở các nước nói tiếng Anh và Khối Thịnh vượng chung Anh, hoa anh túc đỏ là biểu tượng cho sự tưởng niệm đến những người lính ngã xuống (chiến sĩ trận vong). Bắt nguồn từ bài thơ Trên cánh đồng Flanders (In Flanders Fields) trong Thế chiến I, theo đó trên những ngôi mộ mới đắp của binh sĩ, đầu tiên là có hoa anh túc nở rộ. 
Ở khu vực Ba Tư (Iran), anh túc đỏ tượng trưng cho tình yêu. Như trong một bài thơ nổi tiếng của nhà thơ Ba Tư hiện đại Sohrab Sepehri: "Chừng nào còn hoa anh túc đỏ (=tình yêu), thì còn phải sống". Hơn nữa, tim màu đen ở chính giữa hoa tượng trưng cho những đau khổ của tình yêu.
Ở Trung Quốc, Anh túc đỏ được gọi là ngu mỹ nhân theo tên của nàng Ngu Cơ, người vợ yêu của Tây Sở Bá Vương Hạng Vũ. Vào tháng 12 năm 202 Trước Công Nguyên, khi vợ chồng họ bị bao vây trong Trận Cai Hạ bởi lực lượng của Lưu Bang (người sáng lập ra nhà Hán), nàng Ngu Cơ đã tự sát; Theo truyền tụng dân gian, hoa anh túc mọc lên khỏi mặt đất nơi nàng Ngu Cơ ngã xuống và hoa anh túc đỏ vì thế trở thành biểu tượng của lòng thủy chung cho đến chết.

## Hình ảnh

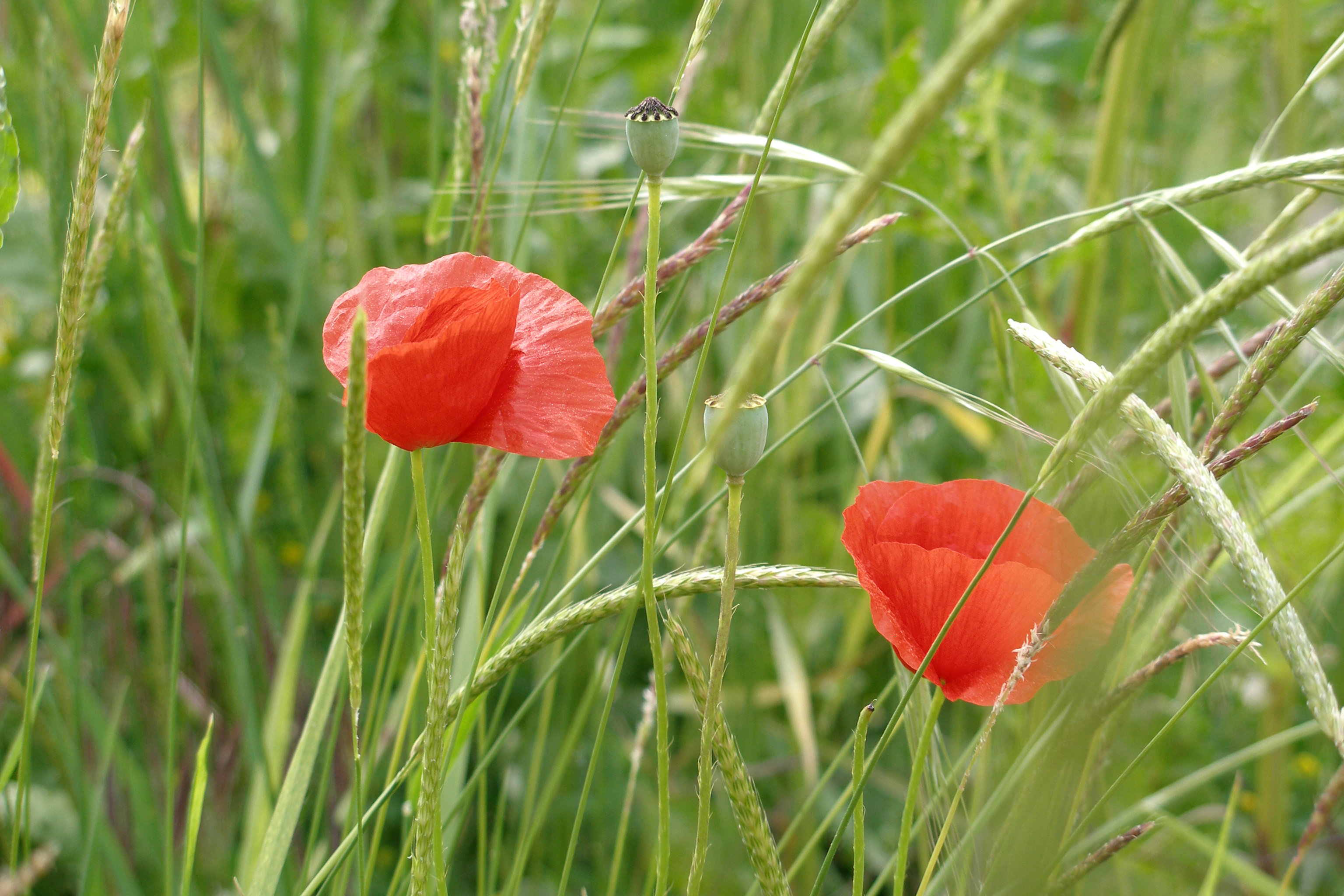
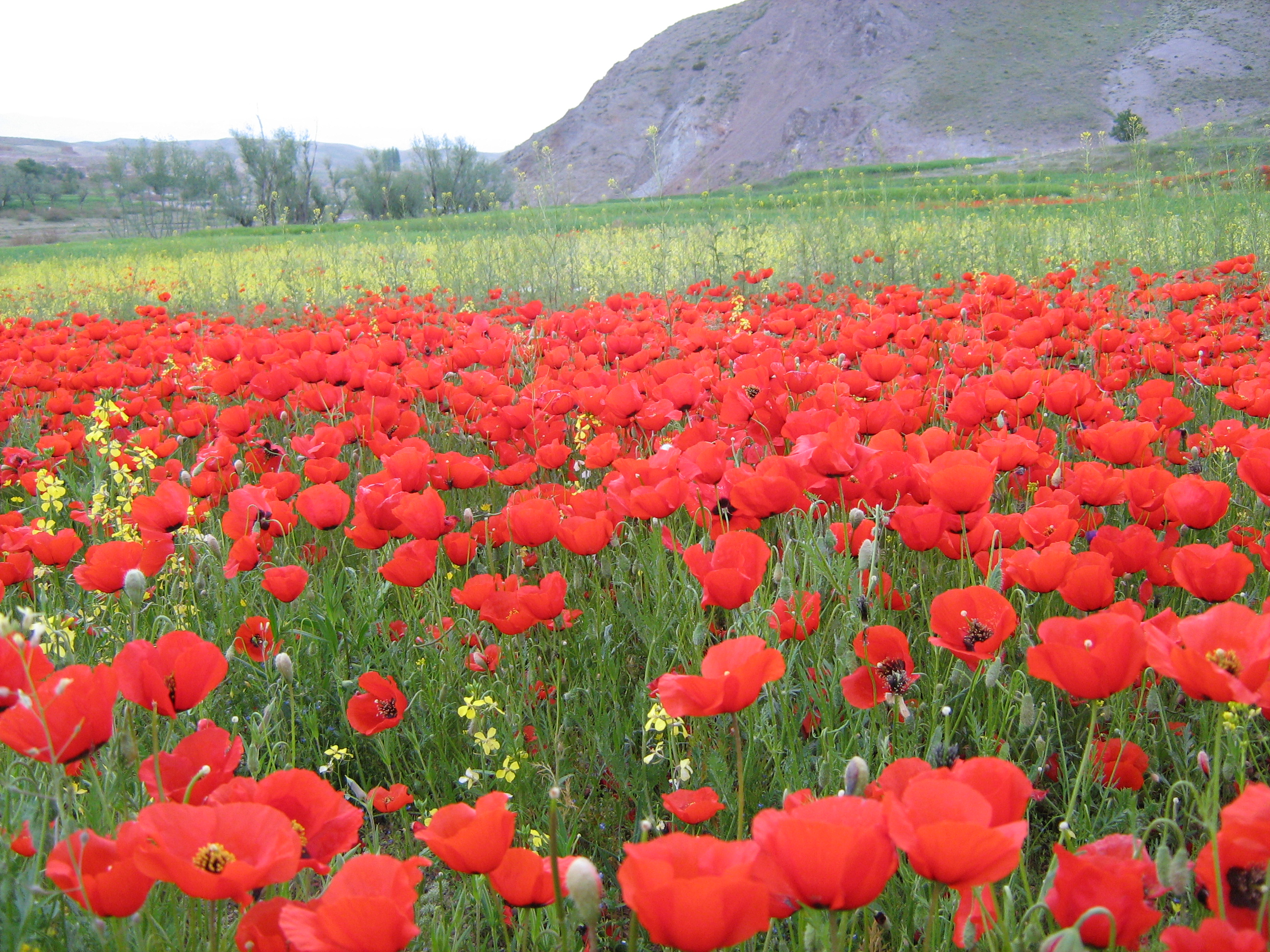
Hoa anh túc đỏ mọc hoang trên cánh đồng
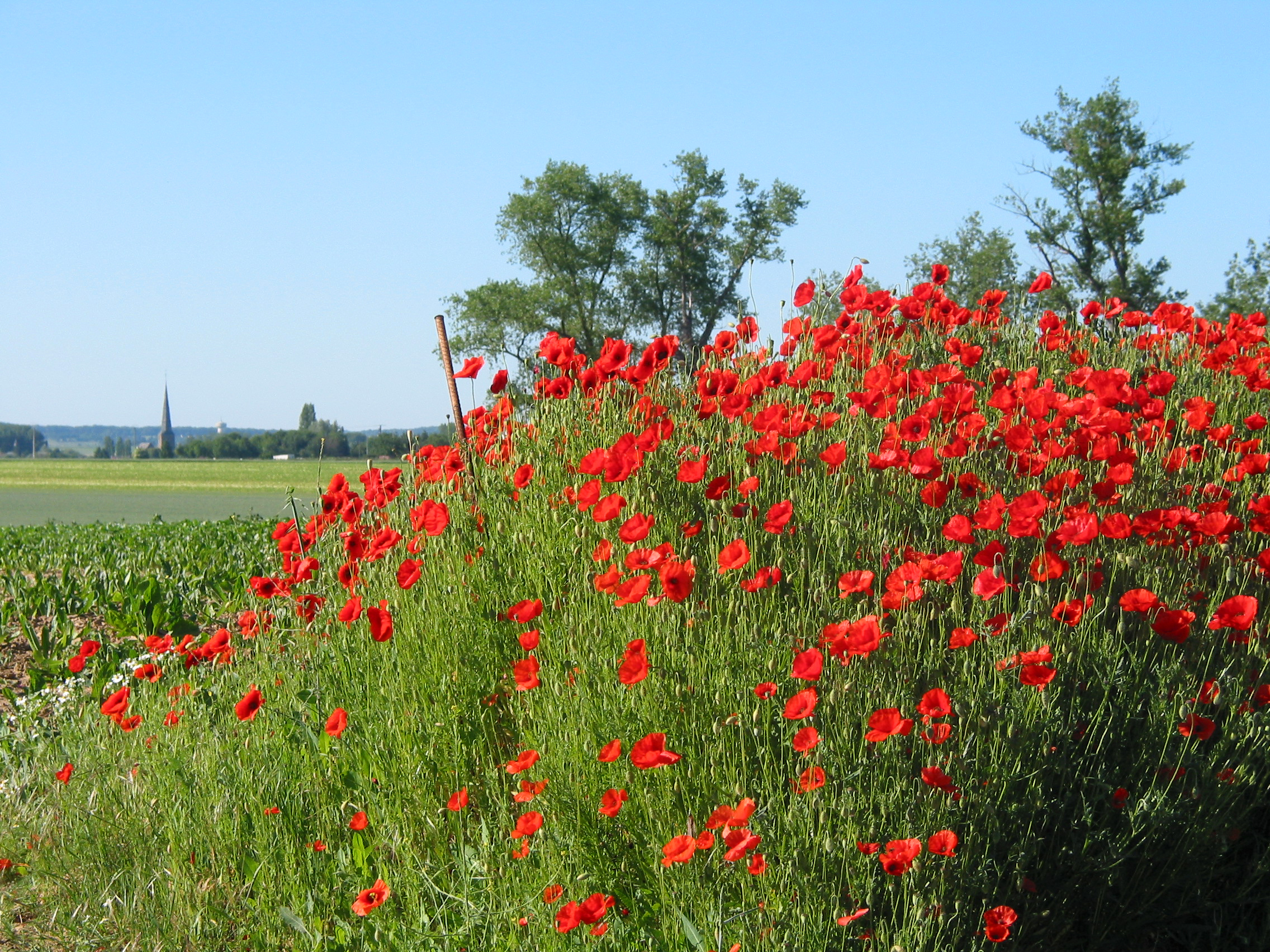
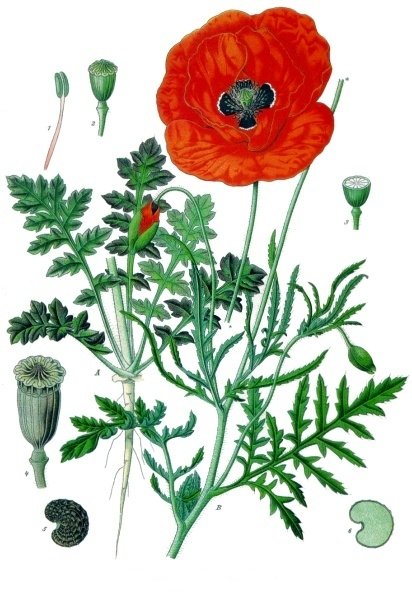
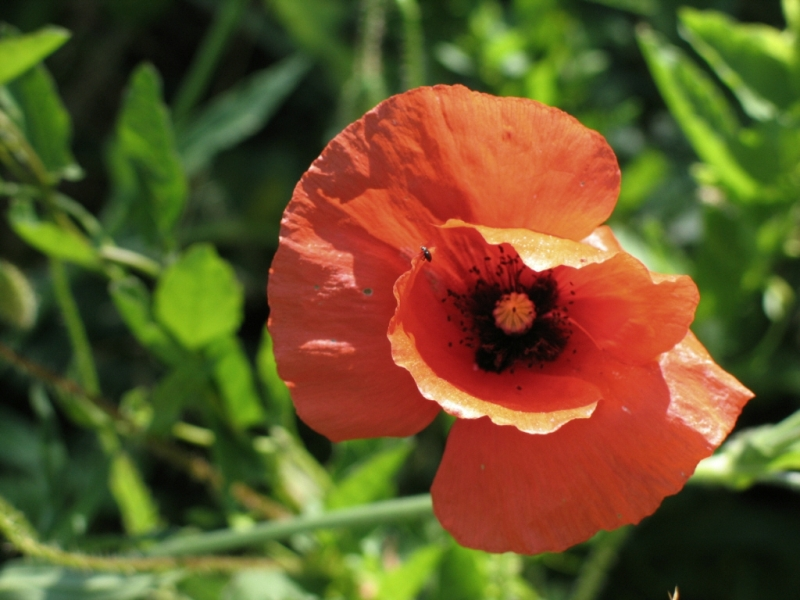
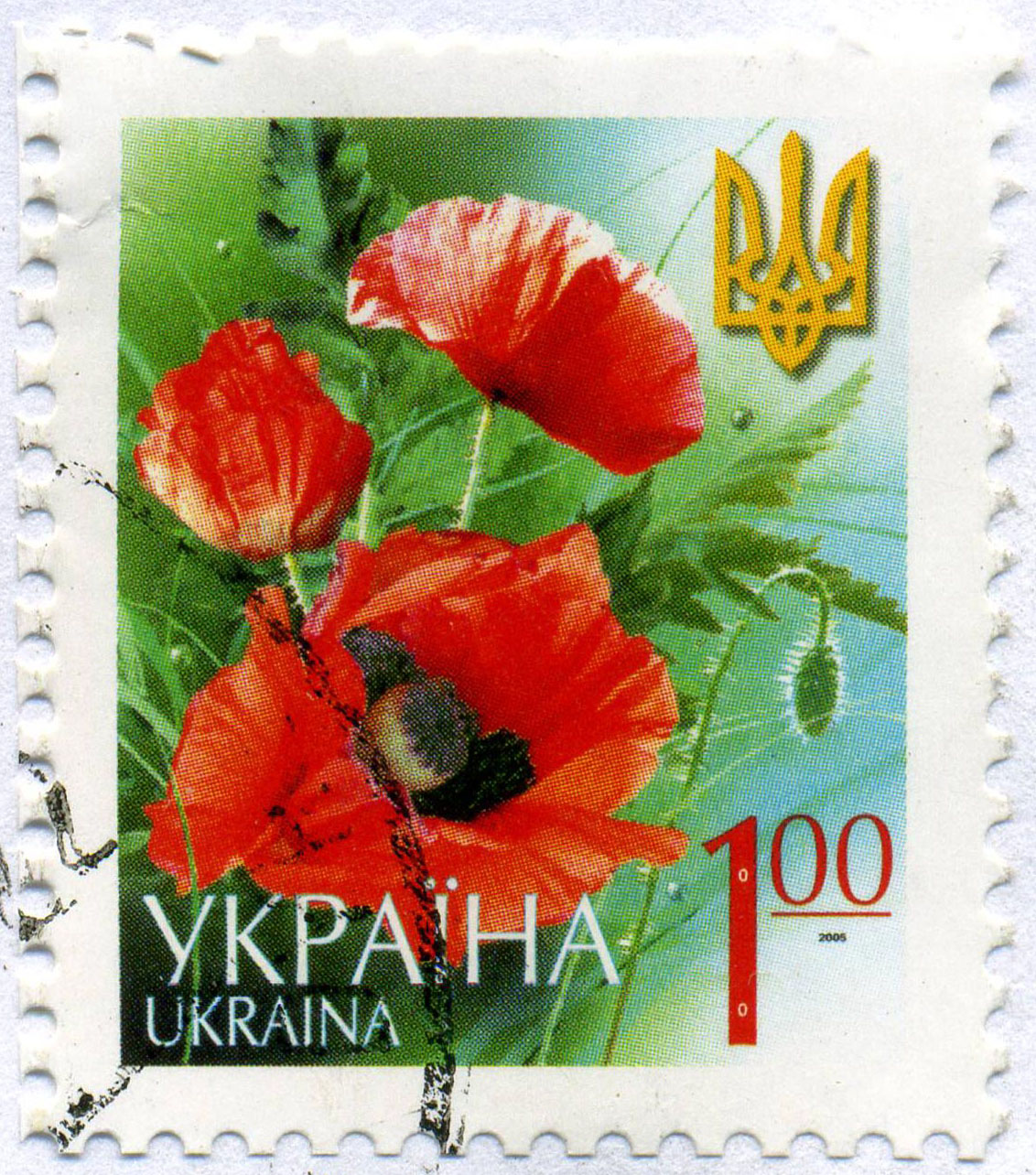
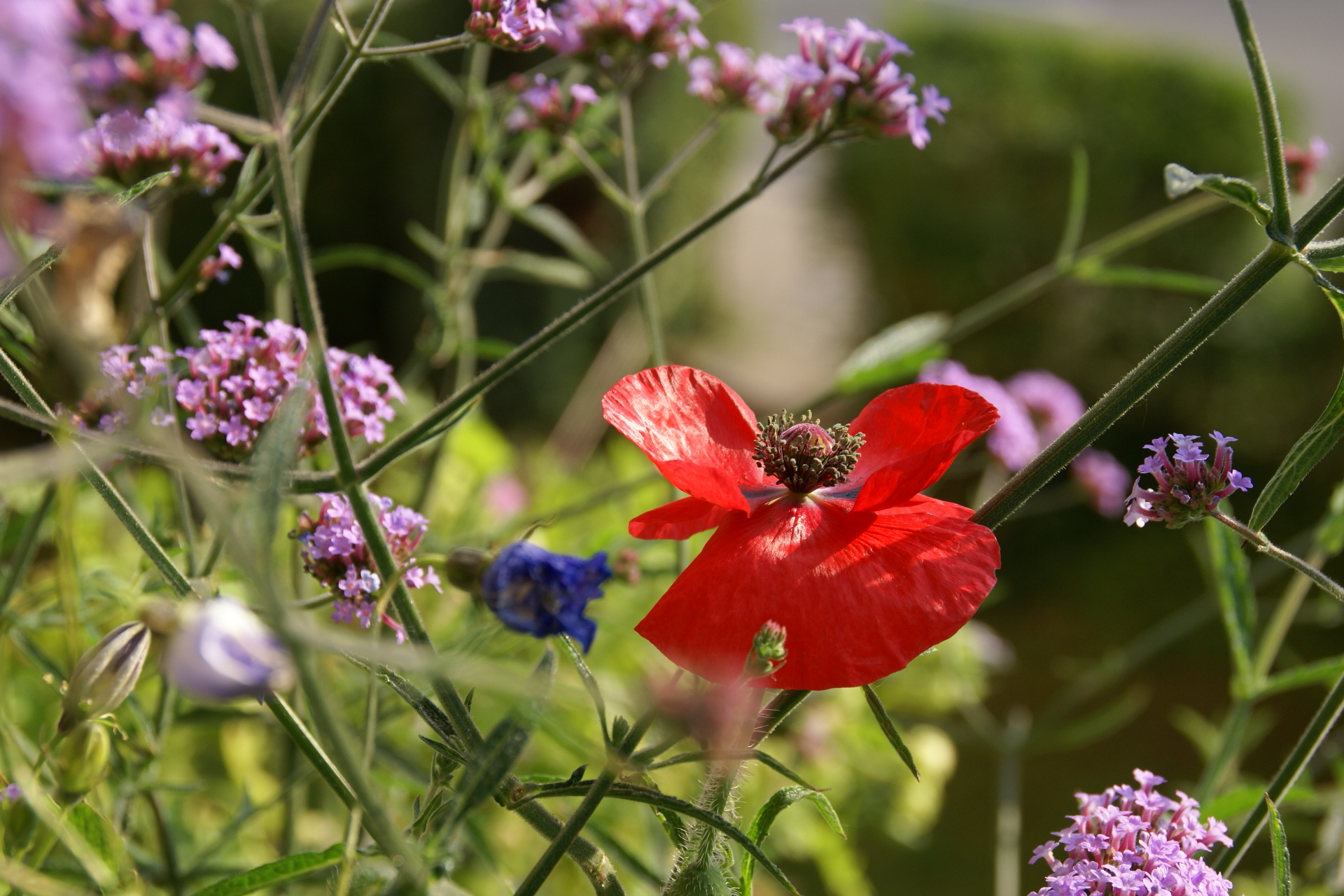